# Ajn al-Bajda (Idlib)
Ajn al-Bajda – wieś w Syrii, w muhafazie Idlib. W 2004 roku liczyła 405 mieszkańców.